# ژاقسیقیلیش (روستا)
ژاقسیقیلیش (به قزاقی: Zhaksykylysh) یک منطقهٔ مسکونی در قزاقستان است که در شهرستان آرال واقع شده‌است. ژاقسیقیلیش ۴٬۸۴۷ نفر جمعیت دارد.